# Player character

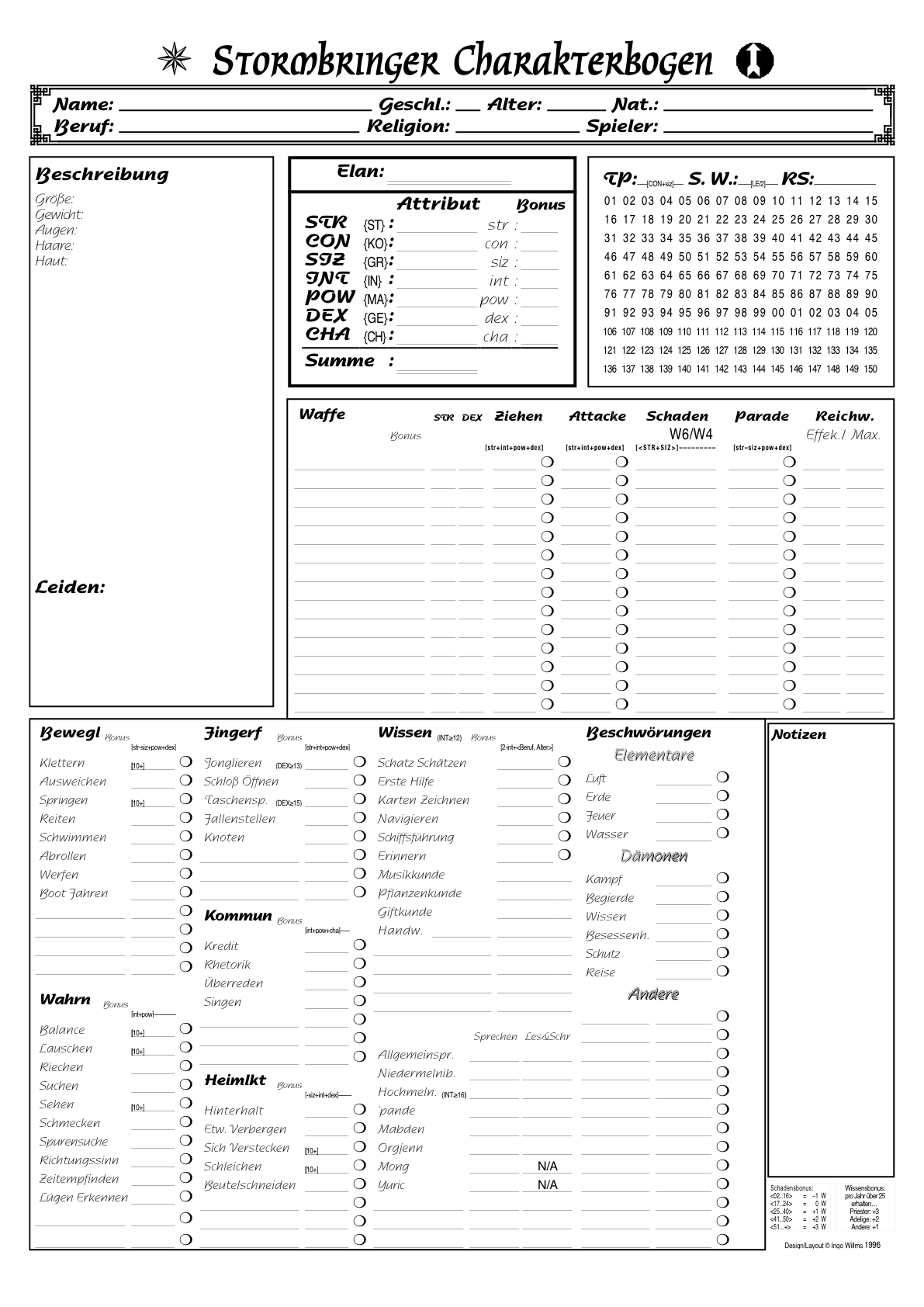
Een zogenaamde character sheet.

Een player character, meestal afgekort tot PC, is een personage in een rollenspel dat gespeeld wordt door een van de spelers die niet de spelleider is.
In de meeste rollenspellen speelt elke speler maar één personage, behalve de spelleider, die alle overige personen in de spelwereld speelt. Deze laatsten worden non-player characters (NPC's) genoemd.